# Aeneator marshalli
Aeneator marshalli separabilis là một phân loài ốc biển cỡ lớn, là động vật thân mềm chân bụng sống ở biển trong họ Buccinidae.

## Hình ảnh

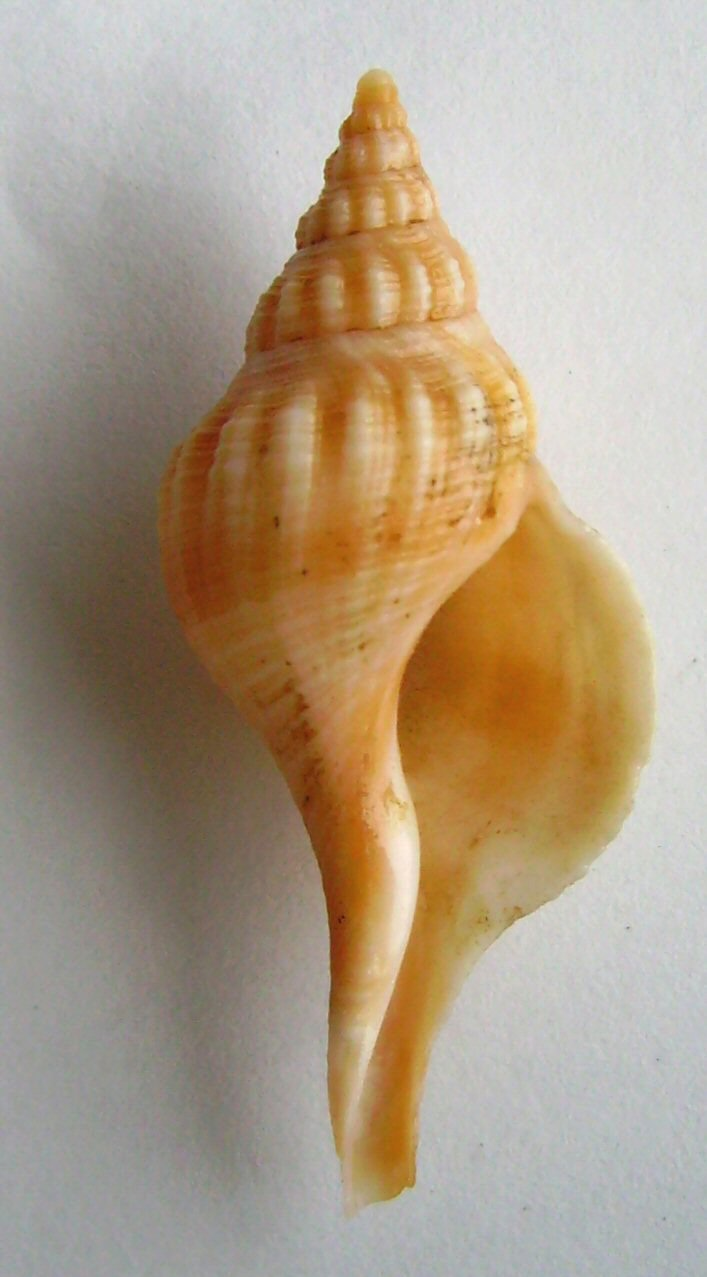